# Sarah Elfreth
Sarah Kelly Elfreth (Barrington, 9 settembre 1988) è una politica statunitense, membro della Camera dei Rappresentanti per lo stato del Maryland dal 2025.

## Biografia

### Formazione e primi anni

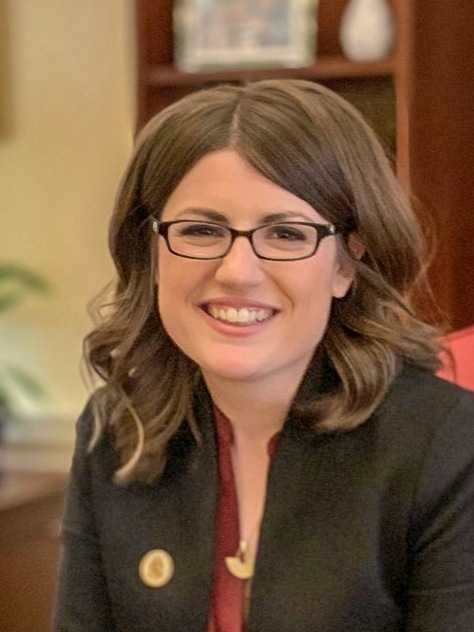
Sarah Elfreth nel 2019

Sarah Elfreth nacque in una famiglia di origini britanniche e crebbe nel New Jersey, dove il suo patrigno lavorava come ingegnere e sua madre lavorava come ufficiale di libertà vigilata. Suo nonno fu un reduce della guerra di Corea e della guerra del Vietnam, a seguito delle quali soffrì di disturbo da stress post-traumatico.
Sarah Elfreth frequentò la Towson University con una borsa di studio, operando come assistente. Ricevette la laurea in scienze politiche nel 2010; la sua tesi verteva sull'idea che far partecipare gli studenti ai consigli di amministrazione potesse renderli più efficaci negli studi. Nel 2012 conseguì il Master of Science in politiche pubbliche presso l'Università Johns Hopkins, dove fu assistente di ricerca presso l'Office of Government and Community Affairs dal 2010 al 2012. Dal 2019, fu assunta come docente a contratto per l'Honors College della Towson University.
Sarah Elfreth si avvicinò alla politica mentre frequentava la Towson, quando come esponente del governo studentesco iniziò a recarsi ad Annapolis per fare pressione sull'Assemblea Generale del Maryland. Lavorò poi come stagista per il legislatore statale James Rosapepe. Nel 2009, il governatore del Maryland Martin O'Malley nominò Sarah Elfreth membro studentesco del Consiglio dei Reggenti del Sistema Universitario. Cominciò ad interessarsi alla politica elettorale durante l'ultimo anno di università, dopo aver ascoltato un discorso dell'ex governatore del Vermont Madeleine Kunin. Per un breve periodo lavorò nell'ufficio del deputato Steny Hoyer, poi fu assunta come direttrice degli affari governativi presso l'Acquario Nazionale di Baltimora. Dopo essersi trasferita ad Annapolis, Sarah Elfreth partecipò alla vita politica locale aderendo al Partito Democratico e facendo volontariato per le campagne di diversi funzionari democratici locali.

### Carriera politica

#### Senato del Maryland

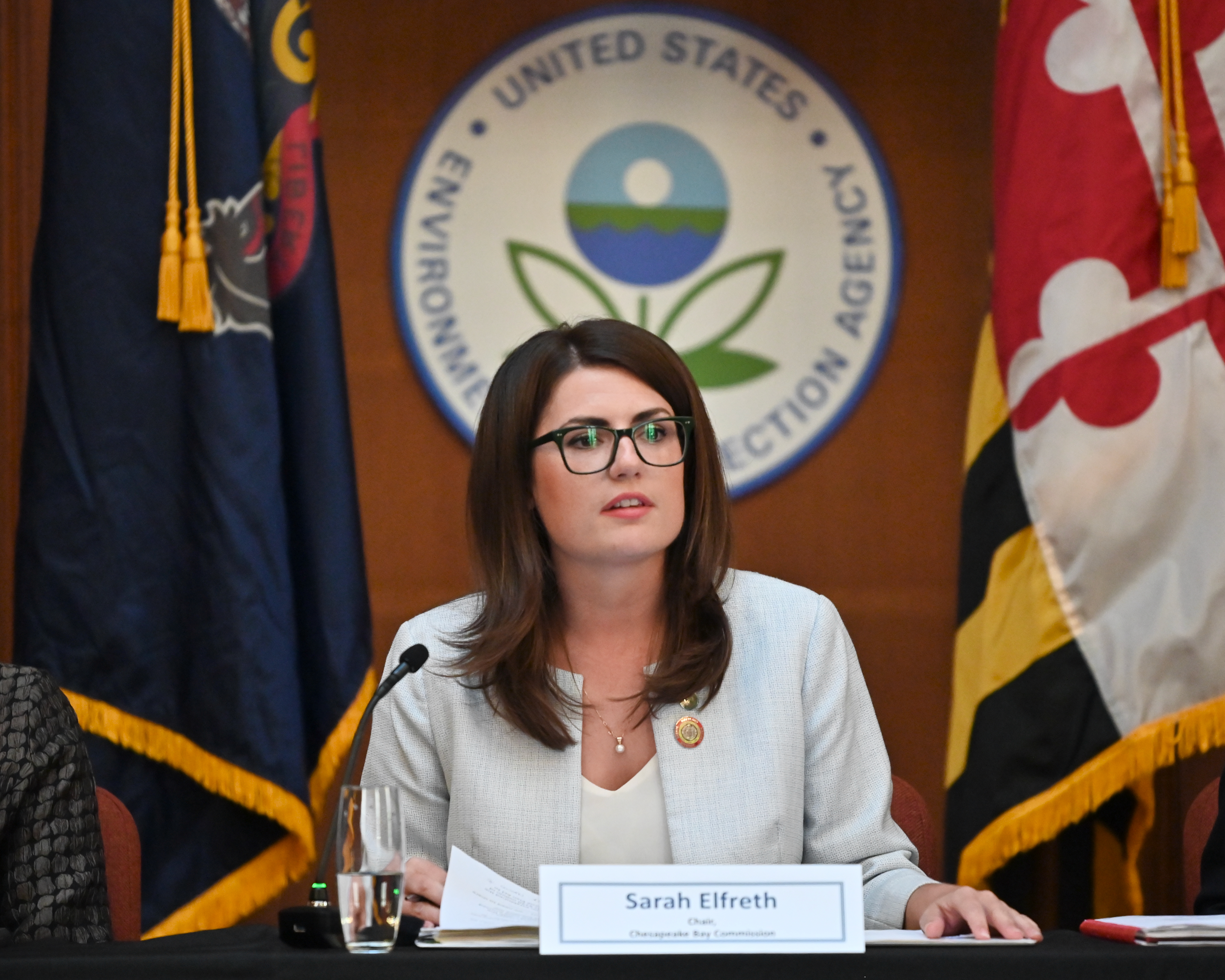
Sarah Elfreth nel 2022

Nel 2017, Sarah Elfreth si candidò al Senato del Maryland, cercando di succedere a John Astle, candidatosi infruttuosamente alla carica di sindaco di Annapolis. Nelle primarie democratiche, si candidò in una lista con il presidente della Camera dei delegati del Maryland Michael E. Busch, che in seguito definì come il suo mentore politico. Elfreth fu eletta al Senato del Maryland con il 53,8% dei voti contro l'ex delegato statale Ron George.
Sarah Elfreth divenne la donna più giovane ad aver mai prestato servizio al Senato del Maryland. Fu membro della commissione per il bilancio e la tassazione, presidente della sottocommissione per le pensioni e la sicurezza pubblica, i trasporti e l'ambiente e membro della sottocommissione per il bilancio del capitale, nonché presidente della commissione congiunta per le aree critiche di Chesapeake e Atlantic Coastal Bay e della sottocommissione congiunta per il programma spazi aperti e conservazione dei terreni agricoli. Fu uno dei membri più produttivi della legislatura, avendo approvato 84 disegni di legge durante il suo mandato, più di qualsiasi altro collega in quel periodo.
Partecipò in veste di delegata alle convention nazionali democratiche del 2020 e del 2024.
Nel 2022, fu eletta presidente del consiglio esecutivo della baia di Chesapeake.
Rassegnò le proprie dimissioni dal Senato del Maryland il 2 gennaio 2025, il giorno prima di prendere servizio al Congresso. Il suo successore venne nominato dai vertici del partito della contea di Anne Arundel, che scelsero la delegata statale Shaneka Henson. Nel processo decisionale per stabilire il suo successore, Sarah Elfreth decise di restare ufficiale senza appoggiare alcuna candidatura.

#### Camera dei rappresentanti

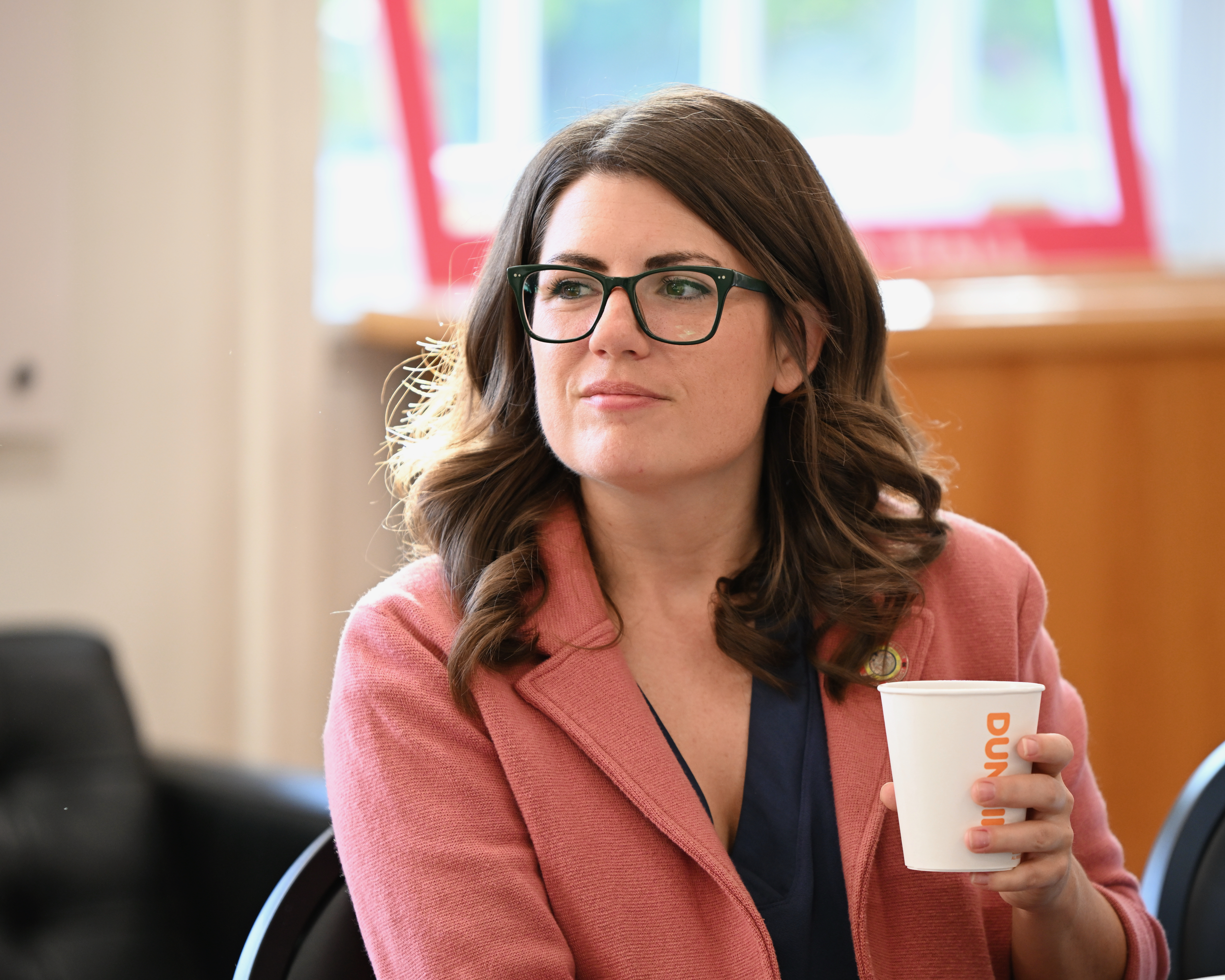
Sarah Elfreth nel 2023

Nel 2023, Sarah Elfreth annunciò la propria candidatura alla Camera dei Rappresentanti in occasione delle elezioni del 2024, per succedere al deputato uscente John Sarbanes. Durante le primarie democratiche, che la videro tra i favoriti insieme a Clarence Lam e Harry Dunn, Elfreth si concentrò sulle tematiche dell'ambiente, del diritto all'aborto e dell'assistenza sanitaria, ricevendo il sostegno pubblico dai decani politici Barbara Mikulski e Ben Cardin.
Durante la campagna elettorale, venne criticata per aver accettato donazioni finanziarie da un PAC pro-Israele. La candidata si difese sostenendo di non aver richiesto lei quei finanziamenti e affermò che, una volta eletta, avrebbe sostenuto la riforma del sistema finanziario delle campagne elettorali voluta dal suo predecessore Sarbanes.
Al termine della campagna, Sarah Elfreth si aggiudicò le primarie democratiche con il 36% dei voti, superando altri ventuno candidati. Nelle elezioni generali, sconfisse il candidato repubblicano Rob Steinberger con il 59% dei voti. Divenne la donna più giovane mai eletta alla Camera dei Rappresentanti dal Maryland e, insieme ad April McClain-Delaney, la prima donna a rappresentare il Maryland alla Camera dal ritiro di Donna Edwards.
Prima dell'insediamento del 119º Congresso, Sarah Elfreth si candidò infruttuosamente per il ruolo di rappresentante della classe delle matricole per il caucus democratico, piazzandosi seconda in una corsa a tre che includeva le colleghe Luz Rivas ed Emily Randall.

### Posizioni politiche

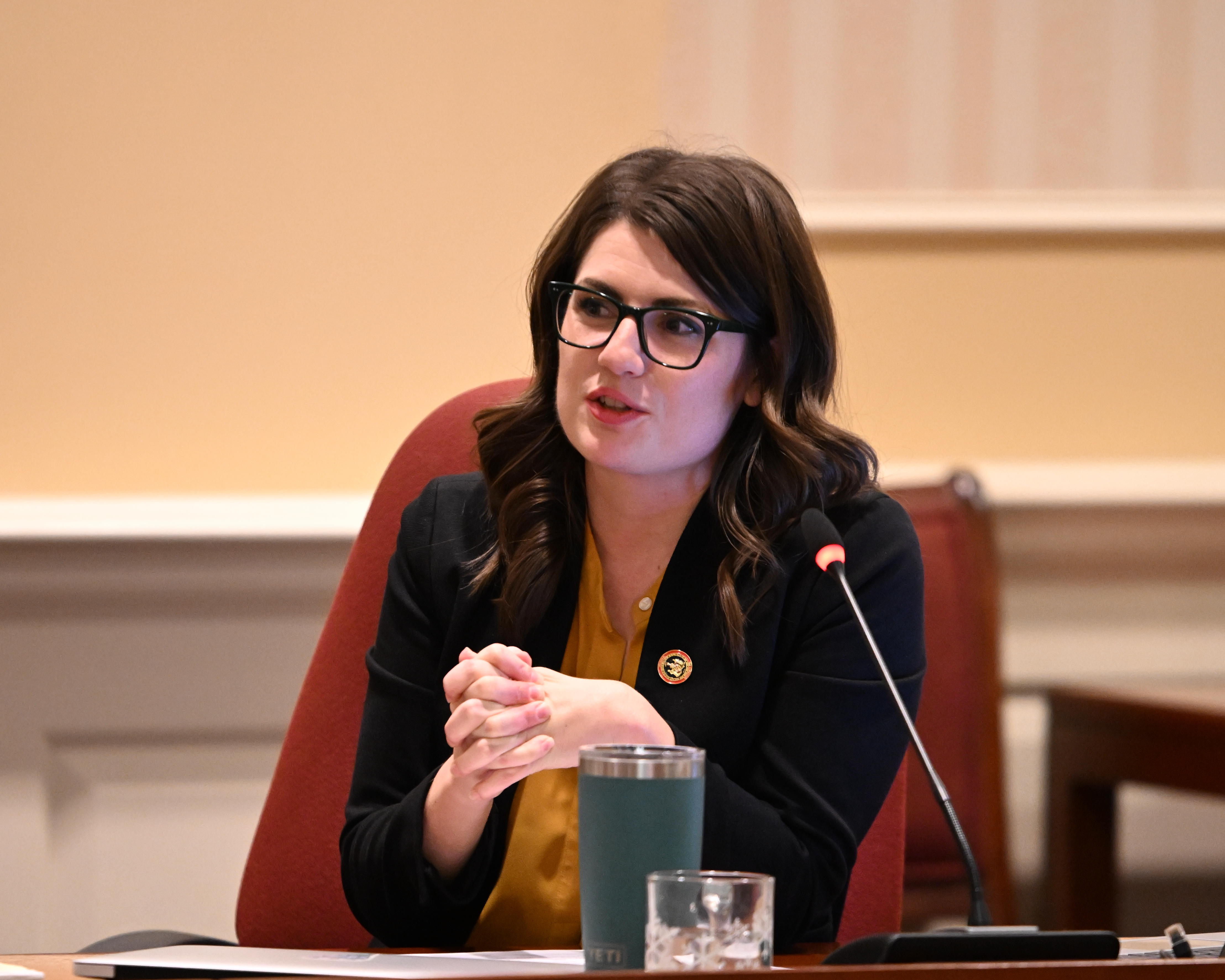
Sarah Elfreth nel 2023

Durante il suo mandato come membro studentesco del Consiglio dei Reggenti del Sistema Universitario del Maryland, Sarah Elfreth votò contro un aumento delle tasse scolastiche del 3% e si schierò contro una risoluzione che imponeva restrizioni sui film pornografici dopo la proiezione di Pirates II: Stagnetti's Revenge all'Università del Maryland - College Park, sostenendo che violasse la libertà di espressione.
Durante la sua campagna congressuale del 2024, appoggiò i candidati al consiglio scolastico che gareggiavano contro i candidati sostenuti dall'associazione di destra Moms for Liberty, affermando di considerare "la minaccia che Moms for Liberty pone ai nostri consigli di istruzione come una delle maggiori minacce alla democrazia". Quando la stampa pubblicò le notizie secondo cui un candidato al consiglio scolastico, Chuck Yocum, aveva una storia pregressa di accuse di abusi sessuali su minori mentre lavorava come insegnante, Sarah Elfreth gli chiese ufficialmente di ritirarsi dalla gara.
In tema di ambiente, presentò una serie di proposte di legge per consentire la fornitura di finanziamenti a grandi progetti infrastrutturali relativi all'aumento del livello del mare, alle inondazioni e all'erosione. Introdusse inoltre una legislazione per richiedere al Maryland State Retirement and Pensions System di considerare il cambiamento climatico come un fattore finanziario nel rischio di investimento. Il disegno di legge passò il 9 aprile 2022.
Nel 2023, presentò un disegno di legge per istituire un fondo statale per il recupero dai disastri naturali, che venne approvato e tradotto in legge dal governatore Wes Moore.
Si espresse a sostegno del Gun Safety Act, una legge che aumentava i requisiti necessari e le tasse da pagare per ottenere i permessi di detenere delle armi e che limitava i luoghi in cui era possibile portare un'arma. Nel 2024, presentò un disegno per imporre un'accisa dell'11% sulle vendite di armi da fuoco per finanziare il sistema sanitario statale.

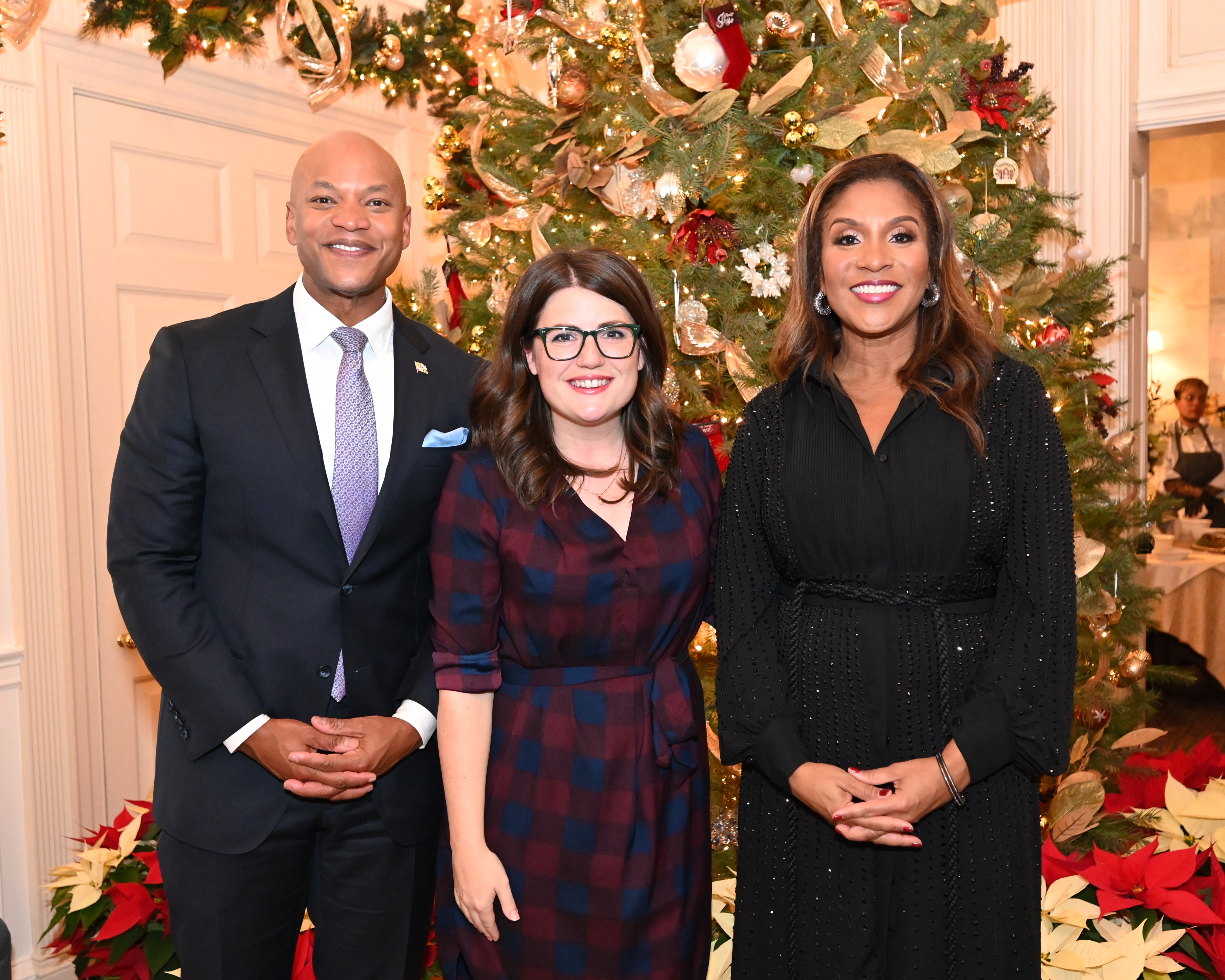
Sarah Elfreth con il governatore Wes Moore e la first lady Dawn Moore nel 2024

Sul tema del conflitto israelo-palestinese, Sarah Elfreth si espresse a favore della soluzione dei due Stati. Sostenne un cessate il fuoco permanente nella guerra Israele-Hamas, condizionato al ritorno degli ostaggi detenuti da Hamas e alla fornitura di ulteriori aiuti umanitari.
Nel gennaio 2025, votò contro un disegno di legge per imporre sanzioni alla Corte penale internazionale che aveva emesso mandati di arresto contro Benjamin Netanyahu e l'ex ministro della Difesa israeliano Yoav Gallant. Dopo il voto, sottoscrisse una lettera indirizzata al presidente della CPI con cui si chiedeva alla corte di revocare i mandati di arresto contro i leader israeliani.
Condannò aspramente l'assalto al Campidoglio del 6 gennaio, affermando che i partecipanti all'attacco dovevano essere indicati come terroristi.
Nel 2020 introdusse una misura per garantire ai lavoratori del Maryland il congedo parentale retribuito.
Accanita sostenitrice del diritto all'aborto, nel 2024 fu autrice di un disegno di legge per fornire alle cliniche abortive del Maryland 500.000 dollari in sovvenzioni per le infrastrutture di sicurezza.
Nel 2019, presentò una proposta per istituire la "Giornata della libertà di stampa" il 28 giugno, in onore dei cinque giornalisti uccisi in una sparatoria all'interno della sede della Capital Gazette, un quotidiano di Annapolis. Il disegno passò all'unanimità e divenne legge.
Nel 2021, Sarah Elfreth scrisse una proposta, poi divenuta legge, per fornire alle studentesse l'accesso ai prodotti mestruali nei bagni delle scuole.
Introdusse inoltre il "David Perez Military Heroes Act", con l'obiettivo di fornire finanziamenti statali alla ricerca scientifica per aiutare i veterani militari con disturbo da stress post-traumatico.